# L'Impresa
L'Impresa, anche nota come La Compagnia o Primatech Paper, è un'associazione fittizia della serie televisiva Heroes. Il suo scopo originario era identificare, monitorare e studiare i soggetti avanzati, ovvero le persone in possesso di speciali abilità, allo scopo di proteggerle e allo stesso tempo eliminare o rinchiudere quelle più pericolose.

## Storia
L'Impresa venne fondata tra i mesi di gennaio e febbraio del 1977 da 12 persone, tutti soggetti avanzati, ai quali si aggiunse anche Adam Monroe, che fu poco dopo rinchiuso poiché si era convinto di dover redimere l'umanità diffondendo il mortale virus Shanti nel mondo. I dodici che guidarono nei primi anni l'Impresa furono: Angela Petrelli, Arthur Petrelli, Carlos Mendez, Charles Deveaux, Daniel Linderman, Harry Fletcher, Kaito Nakamura, Maury Parkman, Paula Gramble, Bob Bishop, Suzanne Ammaw e Victoria Pratt. Alcuni di loro furono poi uccisi dallo stesso Adam Monroe, in cerca di vendetta, dopo essersi liberato nel corso della seconda stagione.
Nell'episodio 1961 della terza stagione è stato rivelato che in realtà l'idea di creare un'organizzazione era nata nel 1961 da Angela Petrelli, Charles Deveaux, Daniel Linderman, e Bob Bishop che si erano conosciuti nel campo governativo di Coyote Sands. Il governo aveva appena fatto la scoperta dell'esistenza di soggetti avanzati e molti di loro furono portati in quel campo per essere rinchiusi e studiati. Lo scienziato incaricato a condurre gli studi era Chandra Suresh, il padre di Mohinder. Ben presto però i soggetti avanzati riuscirono a fuggire e Angela Petrelli, Charles Deveaux, Daniel Linderman, e Bob Bishop, all'epoca poco più che adolescenti, decisero di rimanere insieme e cancellare tutte le loro tracce e quelle degli altri soggetti avanzati dagli archivi del governo.
Nel tempo presente, durante la prima stagione l'Impresa è guidata da Daniel Linderman, sostituito, dopo essere stato ucciso, da Bob Bishop durante la seconda stagione, a sua volta ucciso da Sylar all'inizio della terza stagione. Dopo la morte di Bishop, l'Impresa, ormai in piena decadenza, sarà guidata da Angela Petrelli, fino al suo definitivo fallimento quando i suoi prigionieri riescono a scappare e le sue strutture vengono distrutte. Tuttavia Angela Petrelli continua il suo lavoro grazie al figlio Nathan Petrelli, che fonda una sua organizzazione governativa, anche questa però destinata a fallire.
Come copertura verso soggetti esterni, l'Impresa operava sotto il nome di Primatech Company, una società fittizia produttrice di carta.

## La politica della Compagnia
La politica della Compagnia, ossia il suo modo di operare, consiste nel motto «uno di noi, uno di loro». Infatti, mentre è gestita esclusivamente da soggetti avanzati, nelle operazioni sul campo, volte a catturare o monitorare gli "heroes" vengono svolte da una coppia di agenti, formati da un soggetto avanzato e da una persona senza alcun'abilità. Il principale agente dell'Impresa, Noah Bennet, infatti non ha alcun potere. Tra i colleghi soggetti avanzati avuti da Noah figurano Claude Rains, che aveva il potere dell'invisibilità, e l'Haitiano, con l'abilità di cancellare la memoria e disattivare i poteri altrui. Un'altra agente dell'Impresa non dotata di poteri è Lauren Gilmore, che ha collaborato molte volte con Noah.

## Livello 5
Il Livello 5 è la prigione dell'Impresa, utilizzata per rinchiudere i soggetti avanzati ritenuti socialmente pericolosi, anche se a volte sono stati rinchiusi anche persone normali. Le celle sono programmate appositamente per neutralizzare le abilità dei loro prigionieri. Tra i prigionieri che sono stati rinchiusi nel Livello 5 figurano: Benjamin Knox, Stephen Canfield, Echo DeMille, Eric Doyle, Il Tedesco, Flint Gordon, Meredith Gordon, Jesse Murphy, Danny Pine. Occasionalmente sono stati prigionieri anche Sylar, Ando Masahashi, Hiro Nakamura, Baron Samedi, Maury Parkman, Peter Petrelli e lo stesso Noah Bennet.